# Green Plaza (торгово-офісний центр)
Торговельно-офісний центр «GREEN Plaza» — 21-поверховий хмарочос класу «А» в місті Донецьк. З 1 по 3 поверх в споруді розміщений торговельний центр, з 4 по 20 офісний центр, 21 поверх — технічний.

## Історія будівництва
Хмарочос почали зводити в червні 2007 року, будівництво тривало до 2009 і не заморожувалось в час кризи, офіційне відкриття відбулося 17 квітня 2010 року.

## Характеристики
- Бізнес центр займає 17 поверхів — з четвертого по двадцятий, має окремий вхід з боку Садового проспекту. Вільне планування, дизайнерський ремонт офісів і зон загального користування відповідає вимогам про комфортну робочу обстановку. Загальну картину комфорту підкреслюють три панорамних ліфта, централізована система кондиціонування та власний паркінг (Підземний паркінг на 100 машиномісць).
- Торговельна частина включає в себе: магазини (найрізноманітніший спектр товарів (одяг та взуття різних стилів, аксесуари та біжутерія, білизна, парфуми, ювелірні вироби, шкіргалантерея, господарські та побутові товари, сувеніри та подарунки, іграшки, книги, аудіо та відео товари та ін.), а також послуги для населення (студія зачісок і візажу, експрес-манікюр, банкомати, телекомунікаційні послуги, термінали моментальної оплати послуг тощо).
- На 3 поверсі торговельного центру знаходиться дитячий розважальний центр «FUNTY Land», ресторан, піцерія, зона фуд-корту.